# José Cabanes Corcera
José Cabanes Corcera (el Genovés, 7 de desembre de 1981) rep el malnom de Genoves II per ser fill del mític Genovés I, i actualment és un dels pilotaires professionals capdavanters en la nòmina de l'empresa ValNet, havent arribat a ser convocat per la Selecció Valenciana de Pilota. A l'escala i corda juga de dauer, consolidant-se com a estrela mediàtica d'un esport minoritari.
De ben menut va començar a l'escola municipal de Genovés d'on va passar a les escoles de tecnificació. Amb 16 anys, el 6 de maig de 1998 es va vestir de blanc al trinquet de Vilamarxant. S'ha proclamat campió en dos ocasions de la Lliga Caixa Popular i l'any 2002 debutà en el Campionat Individual deixant una gran impressió, ja que va ser capaç d'anar superant eliminatòries des de la primera fase fins a la tercera.
José Cabanes ha estat un dels pocs pilotaires capaços de parlar de tu a Álvaro en el mà a mà, un fenomen mediàtic que ha animat els campionats i les grades. Amb la irrupció de Soro III i la retirada d'Álvaro, Genovés II ha continuat oferint grans duels en les finals dels tornejos.
La seua explosió esportiva es va produir en la final de l'Individual d'Escala i corda de 2004: Tenia a Álvaro contra les cordes (15-55) però no aconseguí la victòria (60-55). A partir d'aquell moment va protagonitzar una rivalitat esportiva que va marcar una època en el món de la pilota. En juliol de 2011, mentre es trobava en el millor moment de la seua carrera, va patir una caiguda en bicicleta que li va provocar una greu lesió al colze, de la que es va recuperar. Tanmateix, la seua carrera ha estat marcada per les lesions, ja que eixe mateix colze se l'havia trencat tres anys abans i el té deforme.
L'agost de 2015 va patir una greu lesió al Trinquet d'Onda, partint-se el peroné per tres llocs i esgarrant-se ossos, tendons i lligaments, però va retornant cap a la fi de 2016. Tot i la greu lesió, Genovés va tornar a un gran nivell, arribant a la final del primer trofeu que disputà, i imposant-se pocs dies després en el Mixt Fundació Jose Luis López.
Jose Cabanes és fisioterapeuta i estudia medicina. El desembre del 2021, anuncià que es retirava el 2022.

## Palmarés
| A.   | Competicions      | Resultat  | Mitger | Punter   | Adversaris                   |
| ---- | ----------------- | --------- | ------ | -------- | ---------------------------- |
| 2019 | XXXIV Individual  | Subcampió |        | Carlos   | Soro III (amb Jose Salvador) |
| 2019 | I Trofeu Fundació | Subcampió | Félix  | Monrabal | Puchol II, Pere i Jesús      |

- Escala i corda:

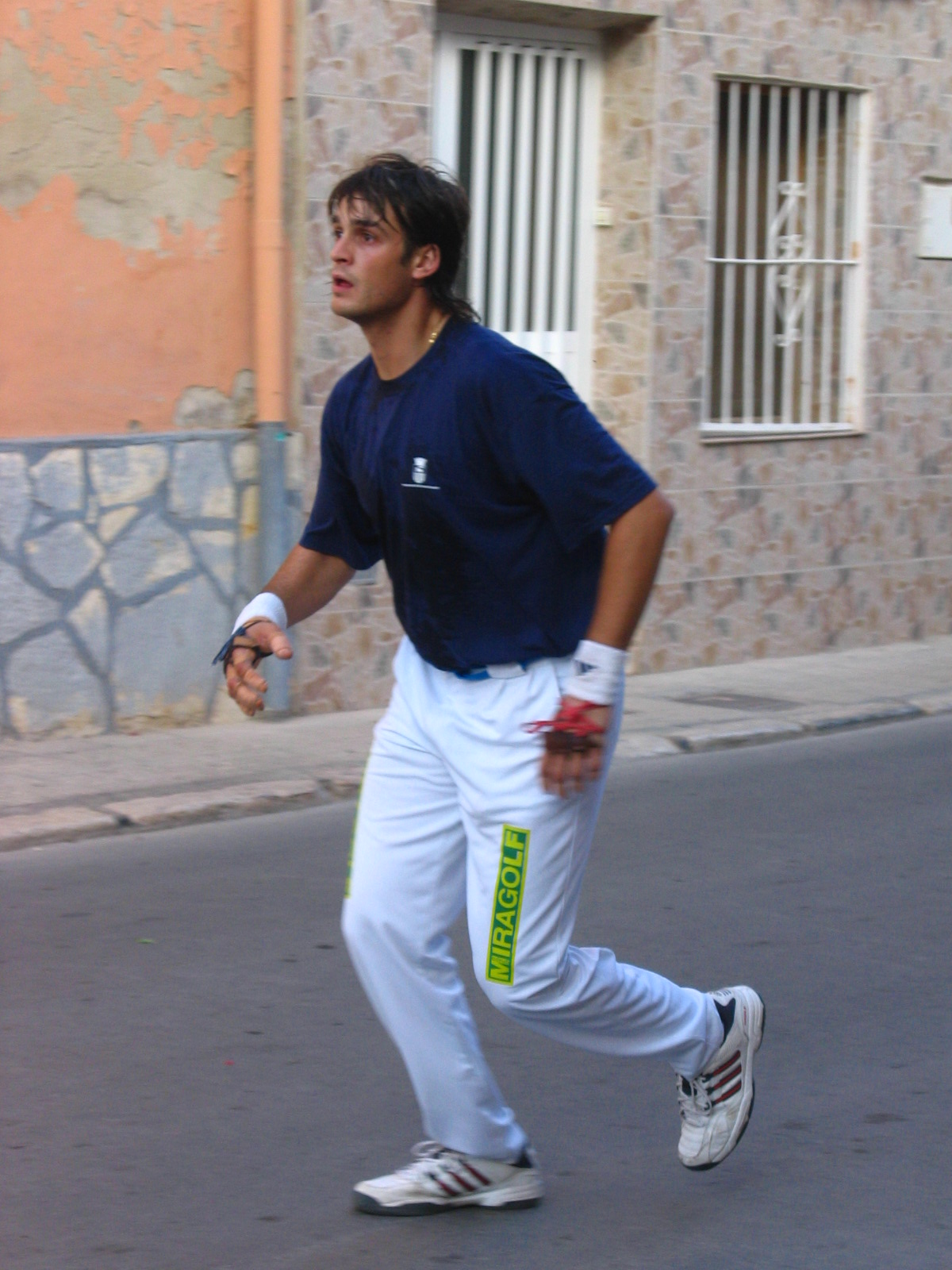
Genovés II jugant a llargues (2005)

  - Campió Lliga Caixa Popular: 2000 i 2001
  - Campió Copa Consum: 2003
  - Subcampió del Trofeu Individual Bancaixa d'Escala i corda: 2004, 2005, 2007, 2008, 2009 i 2019
  - Campió del Circuit Bancaixa: 2008, 2009 i 2010
  - Campió de la Copa Diputació de València: 2010 i 2011
  - Campió del Màsters Ciutat de València: 2007 i 2012
    - Subcampió del Màsters Ciutat de València: 2010

  - Campió de la Super Copa: 2009 i 2010
  - Campió del Trofeu Caixa Rural de Vila-real: 2008 i 2010
  - Campió del Trofeu Ciutat de Dénia: 2008
    - Subcampió del Trofeu Ciutat de Dénia: 2010

  - Campió del Trofeu Ciutat de Llíria: 2007
  - Campió del Trofeu Festes fundacionals de Massamagrell: 2010
  - Subcampió del Trofeu Hnos. Viel de Sueca: 2007 i 2009
  - Campió del Trofeu Mancomunitat de la Ribera Alta: 2006
    - Subcampió del Trofeu Mancomunitat de la Ribera Alta: 2009

  - Campió del Trofeu Nadal de Benidorm: 2006 i 2008
    - Subcampió del Trofeu Nadal de Benidorm: 2012

  - Subcampió del Trofeu Superdeporte: 2009
  - Campió del Trofeu Universitat de València: 2007 i 2009
  - Campió del Trofeu Vidal: 2007
    - Subcampió del Trofeu Vidal: 2008
- Frontó:
  - Campió del Trofeu Costa Blanca: 2008
    - Subcampió del Trofeu Costa Blanca: 2009

  - Campió del Trofeu Platges de Moncofa: 2005 i 2006
  - Subcampió de l'Obert d'Albal: 2008 i 2009
  - Campió del Trofeu President de la Diputació de València: 2009 i 2010
    - Subcampió Trofeu President de la Diputació de València: 2007 i 2008
- Galotxa:
  - Campió del Trofeu Moscatell: 2009
    - Subcampió del Trofeu Moscatell: 2007 i 2010
- Campionats Internacionals de Pilota
  - Campió del Món de Pilota: País Valencià, 2010

## Multimèdia
- Declaracions de Jose Cabanes per a Colp a Colp, gener de 2017, després de guanyar el primer torneig de l'any.